# Accoppiato

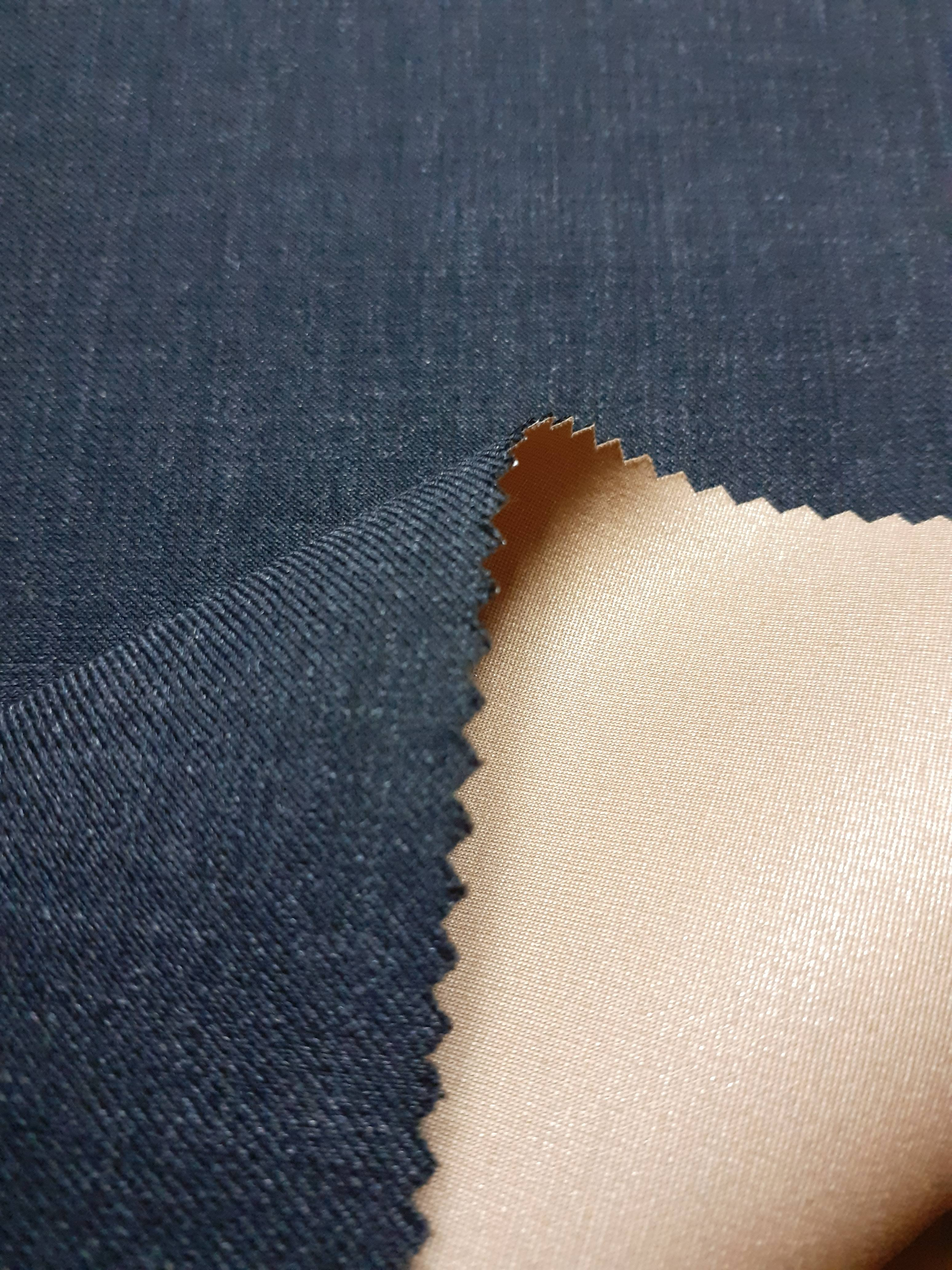
Tessuto accoppiato

Si definisce accoppiato un tessuto caratterizzato dall'unione di più superfici - anche diverse da un punto di vista merceologico (es. tessuto a maglia e tessuto a navetta) - combinate tramite incollatura, uso di schiume o punti di legatura invisibili. Ha un aspetto simile al double face in quanto permette un utilizzo in doppia faccia, con funzione di diritto o rovescio, di un capo.

## Caratteristiche
Ciò che caratterizza un tessuto accoppiato è la possibilità di ottenere a seconda delle tipologie di tessuti abbinati e dello spessore dello strato d'unione tra loro interposto, strutture e proprietà materiali diverse, percepibili anche al tatto:
- lana doppiata con un’ecopelle trasforma la superficie in un tessuto scudo;
- tela di lana accoppiata a uno chiffon conferisce alla stoffa un tocco impalpabile;
- denim accoppiato con macramè permette effetti particolarmente evidenti.[1]